# Hai mùa Noel
"Hai mùa Noel" là một ca khúc về chủ đề Giáng sinh thuộc dòng nhạc vàng do nhạc sĩ Đài Phương Trang sáng tác và hãng dĩa Sơn Ca ra mắt trong băng Sơn Ca 3 năm 1972, với nguồn cảm hứng từ hình ảnh một chàng trai chờ đợi người yêu trong đêm thánh lễ. Ca khúc được một số ca sĩ tại Việt Nam lẫn hải ngoại biểu diễn bằng các hình thức khác nhau.

## Hoàn cảnh sáng tác
—Đài Phương Trang
Theo lời kể của nhạc sĩ Đài Phương Trang, trong một đêm thánh lễ tháng 12, khi ông và vợ cùng dự lễ tại Nhà thờ Đức Bà thì phát hiện ra một thanh niên ăn mặc lịch thiệp đang đứng chờ ai đó bên gốc cây. Bất chấp đoàn người đã vào trong giáo đường nhưng anh chàng này vẫn đứng đó chờ đợi với gương mặt lo lắng. Khi tan lễ, ông trở ra và anh chàng nọ vẫn còn đứng ở chỗ cũ, nhưng vẻ mặt đã trở nên buồn bã hơn.
Cũng thời điểm này vào năm 1972, Nguyễn Văn Đông - Giám đốc nghệ thuật công ty băng đĩa Continental nơi Đài Phương Trang làm việc - đã yêu cầu vị nhạc sĩ sáng tác một ca khúc về lễ Giáng Sinh. Khi nhớ lại hình ảnh chàng trai năm trước, nguồn cảm hứng trong ông trở về, thôi thúc vị nhạc sĩ sáng tác ra ca khúc "Hai mùa Noel". Bài hát được ông sáng tác chỉ trong hai giờ đồng hồ. "Hai mùa Noel" được phát hành trong băng Sơn Ca 3 (cũng do nhạc sĩ Nguyễn Văn Đông chủ trì), với Anh Khoa là ca sĩ thu âm.
Hai tuần sau khi ca khúc ra mắt, Đài Phương Trang nhận được một bức thư của một người ẩn danh khẳng định là chàng trai trong ca khúc. Trong thư, người này cảm ơn ông vì nhờ có "Hai mùa Noel" mà anh này đã hàn gắn mối quan hệ với người bạn gái không đến chỗ hẹn. Sau này, ông được chàng trai mời đến dự lễ cưới của mình.

## Nội dung

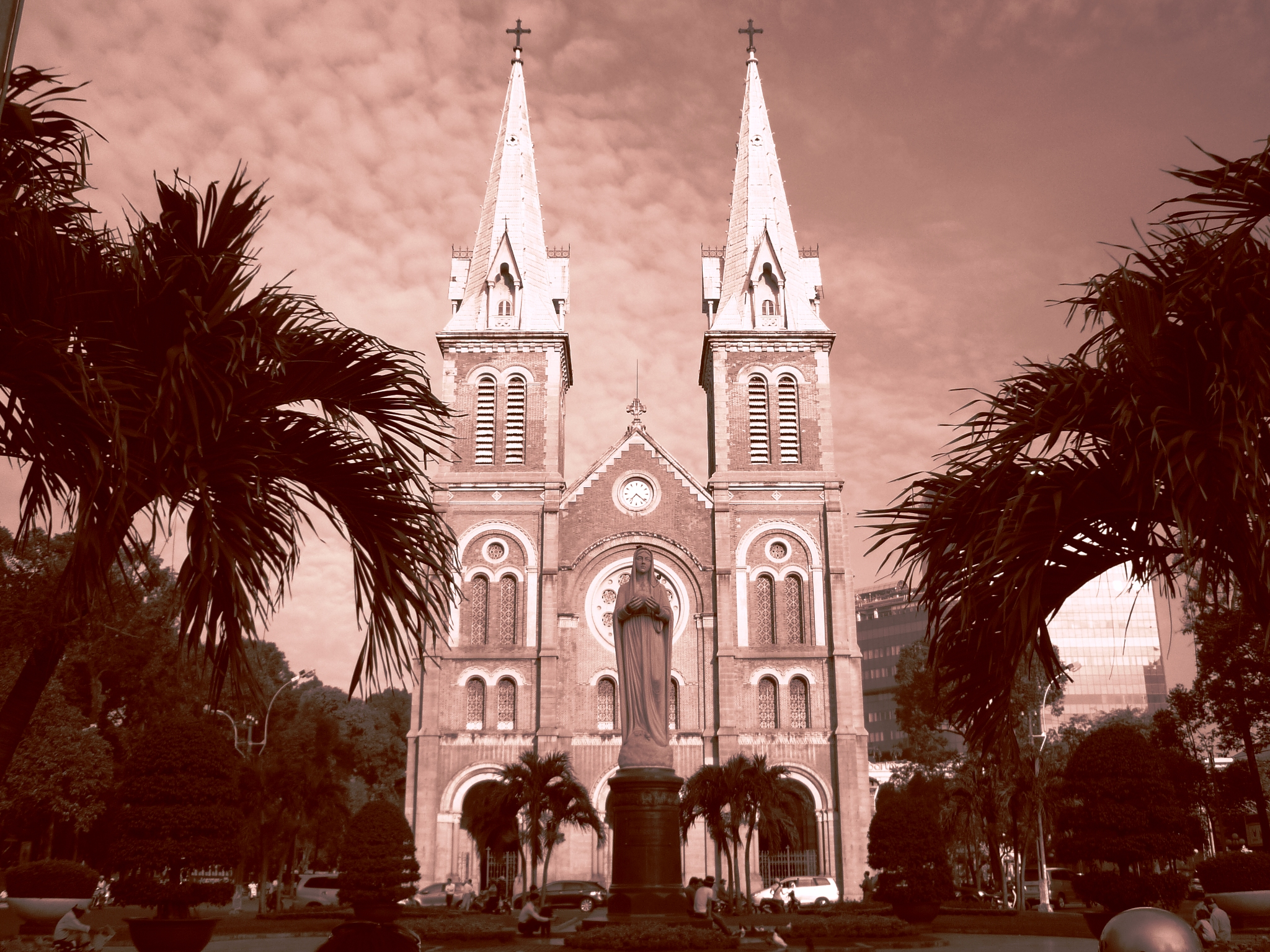
Một góc Nhà thờ Đức Bà, nơi tác giả lấy bối cảnh sáng tác ca khúc "Hai mùa Noel"

"Hai mùa Noel" kể về câu chuyện tình yêu của một đôi trai gái. Mùa Giáng sinh đầu tiên, chàng trai dắt cô gái đến giáo đường cầu nguyện Chúa chứng giám cho tình yêu của họ. Tại đó, họ thề nguyền rằng giờ này năm sau, họ sẽ cưới nhau, cùng nhau đi xem lễ. Mặc dù vậy, đến mùa Giáng sinh năm sau, chàng trai quay lại chỗ cũ chờ đợi người con gái nhưng cô ấy không đến. Chàng trai bèn ngậm ngùi quay về, rơi nước mắt tự hỏi: "Yêu nhau sao đành xa nhau?"

## Tầm ảnh hưởng và đánh giá
Theo báo Thanh Niên, "Hai mùa Noel" là một trong những tình khúc quen thuộc với mọi người trong đêm Giáng sinh. Còn báo Dân Việt thì cho rằng tác phẩm "luôn được yêu mến bởi rất đông người nghe nhạc Việt sống ở khắp mọi nơi trên thế giới". Thạch Thảo của tạp chí Thời Đại nhận xét ca từ của bài hát "khiến người nghe như ngập tràn vào trong cảm xúc và tình yêu đôi lứa" khi vừa vẽ nên hình ảnh đối lập giữa hai mùa Giáng sinh, vừa dựng nên một câu chuyện tình lãng mạn, hạnh phúc nhưng không kém phần cô đơn của đôi trai gái.

## Ca sĩ thể hiện
"Hai mùa Noel" được thu âm và trình diễn lần đầu tiên bởi Anh Khoa vào năm 1972. Đến năm 1995, Tuấn Vũ song ca với Hương Lan trong album Giáng Sinh. Đây được đánh giá là một trong những sản phẩm bán chạy nhất của Làng Văn Audio. Ca khúc còn được một số nghệ sĩ khác như Mạnh Đình và Như Quỳnh, Đàm Vĩnh Hưng và Lệ Quyên song ca và năm 2020 là Phạm Sĩ Phú trên kênh YouTube cá nhân. Bên cạnh đó, nghệ sĩ violin Quang Phúc cũng từng thực hiện hòa âm cho ca khúc này trong album Tình khúc đêm Noel ra mắt năm 2013.